# 鲍姆加滕 (梅克伦堡-前波美拉尼亚州)
鲍姆加滕是德国梅克伦堡-前波莫瑞州的一个市镇。总面积38.80平方公里，总人口886人，其中男性450人，女性436人（2011年12月31日），人口密度23人/平方公里。